# Tarsonops
Tarsonops is een geslacht van spinnen uit de familie Caponiidae.

## Soorten
De volgende soorten zijn bij het geslacht ingedeeld:
- Tarsonops clavis Chamberlin, 1924
- Tarsonops sectipes Chamberlin, 1924
- Tarsonops sternalis (Banks, 1898)
- Tarsonops systematicus Chamberlin, 1924